# 馬扎亞斯

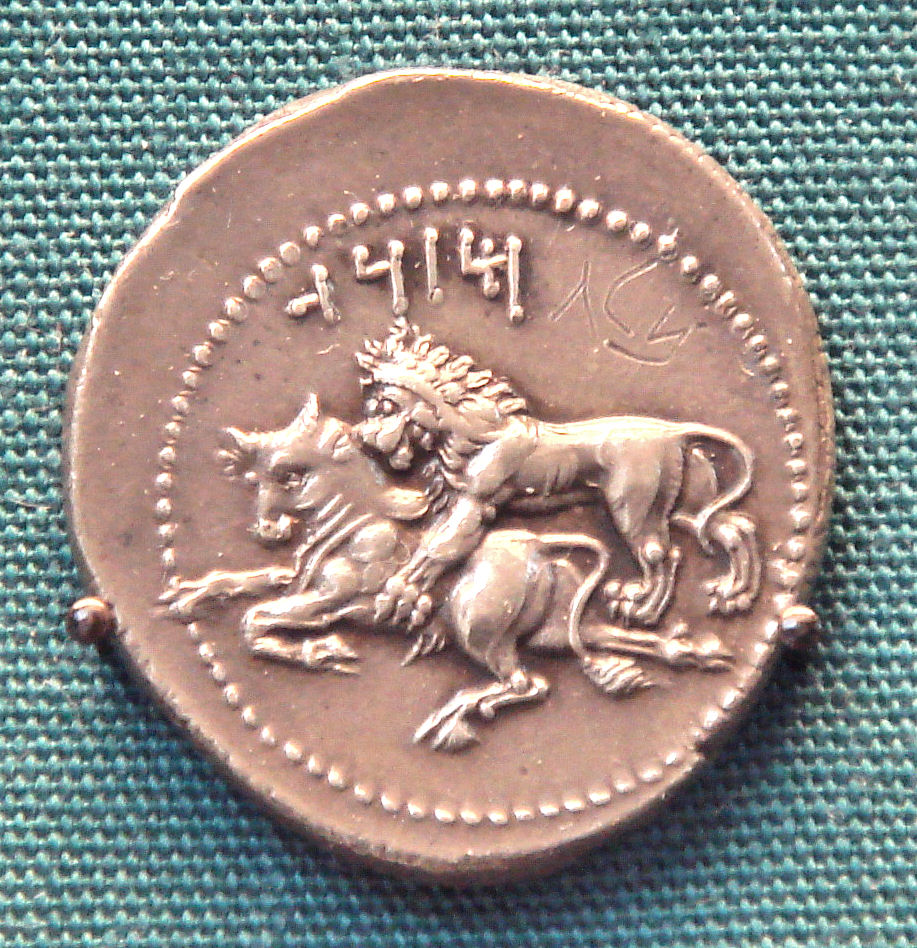
馬扎亞斯的硬幣

馬扎亞斯（?—前328年），為波斯阿契美尼德帝國的貴族。也是大流士三世時的巴比倫尼亞總督。
馬扎亞斯先前曾擔任過奇里乞亞的總督，後來奇里乞亞交給阿薩米斯管理，馬扎亞斯轉任巴比倫尼亞總督。前331年，當亞歷山大大帝東征時，馬扎亞斯參與高加米拉戰役，並且統帥波斯軍右翼，下轄敘利亞、米底、美索不達米亞、帕提亞、塔巴里斯坦、塞克（Saka）、赫卡尼亞、卡帕多細亞、阿爾巴尼亞等部隊以及亞美尼亞騎兵。在戰役中，馬扎亞斯藉著人數優勢，向馬其頓左翼進行迂迴，對敵軍側翼進行攻擊，使馬其頓左翼指揮官帕曼紐陷入困境，馬扎亞斯幾乎獲得對馬其頓軍左翼的勝利。但因亞歷山大大帝率騎兵直接插入波斯軍左翼的缺口，大流士三世落荒而逃，因發全軍敗退。馬扎亞斯無法重整部隊，才撤離戰場。
戰後，馬扎亞斯向亞歷山大獻出巴比倫，亞歷山大仍令他為巴比倫尼亞總督。馬扎亞斯的未婚妻是大流士三世的女兒斯妲特拉二世，但斯妲特拉二世等大流士家眷在伊蘇斯戰役後淪為馬其頓軍的俘虜，加上馬扎亞斯很早就去世，斯妲特拉二世便在蘇薩集體婚禮中嫁給亞歷山大大帝。 
有些學者認為亞歷山大石棺（Alexander Sarcophagus）是為馬扎亞斯所製作的。